# Peter Immesberger
Peter Immesberger (* 18. April 1960 in Kindsbach) ist ein ehemaliger Gewichtheber und Medaillengewinner bei Olympischen Spielen.

## Sportlicher Werdegang
Immesberger nahm 1984 an den Olympischen Spielen in Los Angeles teil und erreichte den 4. Platz mit 350,0 kg (155,0 kg / 195,0 kg) in der Klasse bis 90 kg. Sieger wurde Vlad mit 392,5 kg.
Bei seinen zweiten Olympischen Spielen belegte er 1988 in Seoul im Schwergewicht bis 100 kg den 3. Platz (Bronzemedaille) und erhielt dafür das Silberne Lorbeerblatt. mit 395,0 kg im Zweikampf (175,0 kg / 220,0 kg) hinter Kusnezow mit 425,0 kg und Vlad mit 402,5 kg. Der ursprünglich Zweitplatzierte Andor Szanyi erzielte 407,5 kg, wurde aber wegen Dopings disqualifiziert.

## Sonstiges
- Derzeit (Stand: Februar 2010) arbeitet Immesberger als Landestrainer des Baden-Württembergischen Gewichtheberverbands.

## Persönliche Bestleistungen
- Reißen: 175,0 kg in der Klasse bis 100 kg bei den Olympischen Spielen 1988 in Seoul
- Stoßen: 220,0 kg in der Klasse bis 100 kg bei den Olympischen Spielen 1988 in Seoul
- Zweikampf: 395,0 kg in der Klasse bis 100 kg bei den Olympischen Spielen 1988 in Seoul